# Plectreurys hatibonico
Plectreurys hatibonico is een spinnensoort uit de familie Plectreuridae. De soort komt voor in Cuba.